# Parrocchie civili della Contea di Durham
Questa è una lista delle parrocchie civili della contea di Durham, Inghilterra.

## Chester-le-Street
Chester-le-Street non è coperta da parrocchie.
- Bournmoor
- Edmondsley
- Great Lumley
- Kimblesworth and Plawsworth
- Little Lumley
- North Lodge
- Ouston
- Pelton
- Sacriston
- Urpeth
- Waldridge

## Darlington
Darlington non è coperta da parrocchie.
- Archdeacon Newton
- Barmpton
- Bishopton
- Brafferton
- Coatham Mundeville
- Denton
- East and West Newbiggin
- Great Burdon
- Great Stainton
- Heighington
- High Coniscliffe
- Houghton le Side
- Hurworth
- Killerby
- Little Stainton
- Low Coniscliffe and Merrybent, in origine "Low Coniscliffe"
- Low Dinsdale
- Middleton St George
- Morton Palms
- Neasham
- Piercebridge
- Sadberge
- Sockburn
- Summerhouse
- Walworth
- Whessoe

## Derwentside
Consett non è coperta da parrocchie.
- Burnhope (post-1974)
- Cornsay
- Esh
- Greencroft
- Healeyfield
- Hedleyhope
- Lanchester
- Muggleswick
- Satley
- Stanley (town)[1]

## Durham
Durham non è coperta da parrocchie.
- Bearpark
- Belmont
- Brancepeth
- Brandon and Byshottles †
- Cassop-cum-Quarrington
- Coxhoe
- Croxdale and Hett (unione di Croxdale e Hett)
- Framwellgate Moor
- Kelloe
- Pittington
- Shadforth
- Sherburn
- Shincliffe
- West Rainton
- Witton Gilbert

## Easington
L'intero distretto è coperto da parrocchie.
- Castle Eden
- Dalton-le-Dale
- Easington Colliery
- Easington Village
- Haswell
- Hawthorn
- Horden
- Hutton Henry
- Monk Hesleden
- Murton
- Nesbitt
- Peterlee
- Seaham
- Seaton with Slingley
- Sheraton with Hulam
- Shotton, Peterlee
- South Hetton (post-1974)
- Thornley (Durham)
- Trimdon Foundry
- Wheatley Hill
- Wingate

## Hartlepool
Parte di Hartlepool non è coperta da parrocchie.
- Brierton
- Claxton
- Dalton Piercy
- Elwick
- Greatham
- Hart
- Headland (1999)
- Newton Bewley

## Sedgefield
L'intero distretto è coperto da parrocchie.
- Bishop Middleham
- Bradbury and the Isle  (come Bradbury)
- Chilton
- Cornforth
- Eldon (2003)
- Ferryhill
- Fishburn
- Great Aycliffe
- Middridge
- Mordon
- Sedgefield
- Shildon †
- Spennymoor †
- Trimdon
- Windlestone

## Stockton-on-Tees
Parte del vecchio borough di Teesside non è coperta da parrocchie. Per la parte del distretto a sud del fiume Tees, vedi Parrocchie civili del North Yorkshire.
- Aislaby
- Billingham (town)[2]
- Carlton
- Egglescliffe
- Elton
- Grindon
- Longnewton
- Newsham
- Preston-on-Tees
- Redmarshall
- Stillington and Whitton (unione di Stillington e Whitton)
- Wolviston

## Teesdale
L'intero distretto è coperto da parrocchie.
- Barforth
- Barnard Castle †
- Barningham
- Bolam
- Boldron
- Bowes
- Brignall
- Cleatlam
- Cockfield
- Cotherstone
- Eggleston
- Egglestone Abbey
- Etherley
- Evenwood and Barony
- Forest and Frith
- Gainford
- Gilmonby
- Hamsterley
- Headlam
- Hilton
- Holwick
- Hope
- Hunderthwaite
- Hutton Magna
- Ingleton
- Langleydale and Shotton
- Langton
- Lartington
- Lunedale
- Lynesack and Softley
- Marwood
- Mickleton
- Middleton-in-Teesdale
- Morton Tinmouth
- Newbiggin
- Ovington
- Raby with Keverstone
- Rokeby
- Romaldkirk
- Scargill
- South Bedburn
- Staindrop
- Startforth
- Streatlam and Stainton
- Wackerfield
- Westwick
- Whorlton
- Winston
- Woodland
- Wycliffe with Thorpe

## Wear Valley
Parte di Crook e Willington non è coperta da parrocchie.
- Bishop Auckland (town)[3]
- Dene Valley (2000)
- Edmondbyers
- Greater Willington (town)[3]
- Hunstanworth
- Stanhope
- Tow Law (town) †
- Wolsingham
- Witton-le-Wear (2000)
- West Auckland (2003)